# Klaus Dieter Vervuert
Klaus Dieter Vervuert (* 12. August 1945 in Lindlar; † 9. Mai 2017 in Frankfurt am Main) war ein deutscher Verleger und Buchhändler.

## Leben und Wirken
Das lebenslange Interesse und die Begeisterung für die lateinamerikanische Literatur wurden durch einen frühen Aufenthalt in Argentinien geweckt. Mitte der 1960er Jahre entstand dort ein enger Kontakt mit argentinischen Schriftstellern und Verlagen. Klaus D. Vervuert trat zunächst als Übersetzer zeitgenössischer deutscher Lyrik (Nelly Sachs, Paul Celan, Ingeborg Bachmann unter anderem) ins Spanische in Erscheinung, ebenso wie durch Übersetzungen lateinamerikanischer Schriftsteller (Eduardo Galeano und Alejandra Pizarnik) ins Deutsche.
Nach Ende seines Studiums der Romanistik und Germanistik an der Universität Frankfurt widmete er sich ab 1975 dem Vertrieb von Publikationen aus Spanien und Lateinamerika, zwei Jahre später gründete er den Iberoamericana Vervuert Verlag. 1996 wurde die Niederlassung in Madrid eröffnet und 2004 die Librería Iberoamericana im Barrio de las Letras.
Vervuert trug wesentlich zur Entwicklung der deutschen Hispanistik und Lateinamerikanistik bei. Die Westfälische Wilhelms-Universität Münster verlieh ihm 2009 die Ehrendoktorwürde und zeichnete ihn für seinen unermüdlichen Einsatz und sein Engagement aus. 2017 erhielt er den Orden Civil de Alfonso X el Sabio.
2019 wurde zum ersten Mal der Premio de Ensayo Hispánico Klaus D. Vervuert ausgerufen, der in einem zweijährigen Turnus an eine bislang unveröffentlichte geisteswissenschaftliche Arbeit aus dem Bereich der Hispanistik vergeben wird.